# .pt

.pt는 포르투갈의 국가 코드 최상위 도메인이다. 다음의 2차 도메인이 있다:
- .com.pt: 제한 없음. 온라인 등록
- .edu.pt: 교육
- .gov.pt: 포르투갈의 정부
- .int.pt: 포르투갈의 국제 단체
- .net.pt: 전기통신 제공자
- .nome.pt: 개인 (nome은 포르투갈어로 이름을 가리킴)
- .org.pt: 비영리 단체
- .publ.pt: 출판 (예: 신문)